# Eric Raymond (aviateur)
Pour les articles homonymes, voir Eric Raymond, Raymond, Éric Raymond et ESR.
Eric Raymond, né le 27 octobre 1956 à Tacoma dans l'État de Washington, est un pilote de deltaplane et de planeur connu pour la conception et le pilotage des avions solaires Sunseeker.

## Biographie
Eric Scott Raymond naît le 27 octobre 1956 à Tacoma dans l'État de Washington,. Il grandit dans une famille d'ingénieurs et d’inventeurs : son grand-père a inventé les premières portes automatiques qui s'ouvraient par ce qu'on appelle « l'œil magique ». Son père, ingénieur océanographe, a conçu de nombreux équipements marins dont les premiers appareils photo à avoir photographié le Titanic. Une passion de la photographie transmise à son fils Eric qui l'étudie deux ans au Rochester Institute of Technology,.

### Deltaplane
Eric Raymond s'initie au vol via la construction et le pilotage de modèles réduits, puis s'essaye à la planche à voile, avant de découvrir le deltaplane et de commencer à en construire un. En 1974, à dix-huit ans, il vole pour la première fois, près de son lycée du Maine. Deux ans plus tard, il abandonne ses études de photographie pour se consacrer au deltaplane. Il pratique dans de nombreux spots aux États-Unis, comme le Fermin Point à San Pedro ou Torrey Pines à San Diego et participe à de nombreuses compétitions. En 1979 à Crestline, il devient champion des États-Unis en classe 1 (la classe 1 correspond aux deltaplanes à voilure flexible, dont le vol est contrôlé grâce au poids déplacé du pilote). La même année, il remporte les Southern California Regionals et la Great Race, l'Owens Valley Open et de nouveau la Southern California Regionals en 1980, puis la rencontre de la Southern California League (compétition par équipe), les (non-officiels) championnats du monde de voltige de Telluride en 1983 et 1984, et les championnats d'Europe de voltige en 1984, la première édition.
En plus de la compétition, Eric Raymond prend de nombreuses photos de deltaplanes, grâce à des appareils montés sur la structure de l'engin, et est régulièrement publié dans des magazines spécialisés du monde entier. Reconnu pour ses photographies, pour ses deltaplanes qu'il construit lui-même, il est également temporairement détenteur du record d'altitude, 15 200 pieds. Il est employé par plusieurs fabricants de deltaplane, notamment Airwave Gliders en Angleterre pour qui il développe une aile rigide en fibre de carbone. Il conçoit également un nouveau type de harnais intégral, et perfectionne et adapte de nombreux modèles existants.
Après l'aventure du Sunseeker I, il part en Europe dans les années 1990 et invente le concept, décrié à ses débuts, de sky camping : il parcourt les Alpes en deltaplane, en bivouaquant sur les sommets enneigés, seul ou en compagnie d'autres pilotes,.

### Avions solaires
L'idée de produire et piloter un avion solaire naît en 1979 pour Eric Raymond, même s'il n'a initialement aucun plan précis, juste une idée générale. Ses expériences des avions classiques (à moteur thermique) l'amènent à préférer des solutions silencieuses et non polluantes, ce qui dans un premier temps l'amènent naturellement vers le vol à voile.
Après avoir pu piloter le Solar Challenger d'AeroVironment, la compagnie de Paul MacCready, il est amené à piloter un prototype allemand, à l'époque l'avion solaire le plus rapide du monde (un peu moins de 56 km/h) pesant seulement 24 kg et ne nécessitant que 250 watts d'énergie solaire pour voler. Eric Raymond dit que c'est cette expérience qui l'a décidé à construire son propre avion solaire. Parmi les éléments fondateurs, il compte également son expérience de pilotage des deux avions à propulsion humaine les plus rapides : le Bionic Bat puis le Musclair II de Günther Rochelt, l'avion à propulsion humaine le plus rapide du monde (record à 37,5 km/h),.
C'est en 1986 qu'Eric Raymond commence à développer son design pour un avion solaire monoplace, avec l'aide de Kurt Heinzmann de l'Institut polytechnique de Worcester : le Sunseeker. L'avion vole en tant que planeur pour la première fois en 1989, puis de manière autonome en février 1990. En juillet 1990, il tente une traversée par étape des États-Unis avec le Sunseeker (suivi par une équipe de sept personnes au sol, dont son épouse Aida), tentative qui se termine prématurément, dès le troisième jour : le décollage est avorté et l'avion casse son train d'atterrissage,,,. Quinze jours plus tard, le 2 août, l'équipe repart de la base de Desert Center, une ancienne base militaire située dans le désert des Mojaves, près de Palm Spring au Sud de la Californie,,. La traversée dure un mois, 4 000 km en vingt-et-une étapes et cent-vingt-et-une heures de vol, faite de contre-temps et de vents-contraires, et le 3 septembre 1990, il se pose à Spot dans un champ de gazon, au bord de la baie de Currituck et à 14 km de son objectif, le site historique de Kill Devil Hills.
De 2003 à 2007, il collabore avec AeroVironment au développement de drones et prend part de 2007 à 2009 au projet d'avion solaire le plus célèbre, Solar Impulse.
En parallèle, il crée l'entreprise Solar Flight avec laquelle il développe dans un premier temps l’Edelweis, un planeur classique utilisant les mêmes technologies de fibre de carbone et résine haute température que le Sunseeker. Puis avec sa nouvelle compagne Irena, Eric Raymond commence la construction d'un nouvel avion solaire, sur les bases du Sunseeker I. Une suite d'évolutions qui aboutissent en 2009 à la version finale de l'avion, le Sunseeker II. Il effectue ses premiers vols en Suisse en 2008, aux environs de Zurich et cumule rapidement de nombreux vols significatifs (d'une durée d'une heure ou plus). Il entame ensuite dès avril 2009 une tournée européenne, en traversant les Alpes du nord au sud puis en allant jusqu'en Sicile et en Andalousie.
Eric Raymond s'engage ensuite dans d'autres projets, comme le développement de Sunship, un ballon dirigeable solaire destiné au transport de marchandises,, ou le projet E-Genius qui remporte en septembre 2011 la seconde place du concours Green Flight Challenge organisé par la CAFE Foundation (en) à l'initiative de la NASA, derrière le Taurus G4 plus abouti de Pipistrel,.
En 2013, il développe également le Sunseeker Duo, une version biplace de l'avion solaire, qui permet entre autres d'effectuer des vols commerciaux ou avec des partenaires,. Il se lance ensuite dans le développement du Sunstar, un projet d'avion solaire destiné aux missions HALE (Hight Altitude Long Endurance, vol de longue durée à haute altitude).